# 90210 (4.ª temporada)
A quarta temporada da série de televisão americana 90210 foi anunciada pela The CW em 26 de abril de 2011. Mais tarde, foi anunciado que voltaria ao horário original da terça-feira às 20h, como lead-in da nova série, Ringer, e estreado em 13 de setembro de 2011.
Trevor Donovan foi descartado como regular, como resultado das mudanças contínuas dos novos showrunners. Ele retornou como ator convidado no outono para concluir sua história. No entanto, no final de fevereiro de 2012, foi relatado que Donovan retornará perto do final da temporada.
A The CW encomendou dois episódios adicionais para a temporada, que foram no total 24. Também foi anunciado que a série teria uma quinta e última temporada.
A quarta temporada abriu para uma classificação de 0,9 em adultos entre 18 e 49 anos, mesmo com a estréia da temporada passada. A série retornou de sua pausa no meio da temporada em 17 de janeiro de 2012, uma semana depois do que foi anunciado originalmente.

## Elenco

### Regular
- Shenae Grimes como Annie Wilson (24 episódios)
- Tristan Wilds como Dixon Wilson (21 episódios)
- AnnaLynne McCord como Naomi Clark (24 episódios)
- Jessica Stroup como Erin Silver (24 episódios)
- Michael Steger como Navid Shirazi (19 episódios)
- Jessica Lowndes como Adrianna Tate-Duncan (24 episódios)
- Matt Lanter como Liam Court (24 episódios)
- Gillian Zinser como Ivy Sullivan (22 episódios)

### Convidados
- Brandy Norwood como Marissa Harris-Young (5 episódios)
- Billy Ray Cyrus como Judd Ridge (2 episódios)
- Kellie Pickler como Sally (1 episódio)
- Perez Hilton como ele mesmo (1 episódio)
- Janice Dickinson como ela mesma (1 episódio)
- Latoya Jackson como Marilyn (1 episódio)
- Cobra Starship como eles (1 episódio)
- Vinny Guadagnino como ele mesmo (2 episódios)

### Recorrente
- Justin Deeley como Austin Talridge (17 episódios)
- Arielle Kebbel como Vanessa Shaw (10 episódios)
- Cameron Goodman como Bree (9 episódios)
- Manish Dayal como Raj Kher (7 episódios)
- Megalyn Echikunwoke como Holly Stickler (7 episódios)
- Josh Zuckerman como Max Miller (7 episódios)
- Yani Gellman como Diego Flores (7 episódios)
- Trevor Donovan como Teddy Montgomery (6 episódios)
- Chris McKenna como Patrick Westhill (5 episódios)
- Sara Foster como Jennifer "Jen" Clark (4 episódios)
- Nick Zano como Preston Hillingsbrook (6 episódios)
- Robert Hoffman como Caleb Walsh (6 episódios)
- Tiffany Hines como Kat (6 episódios)
- Niall Matter como Greg (5 episódios)
- Ryan Rottman como Shane (4 episódios)
- Michelle Hurd como Rachel Grey (4 episódios)
- Summer Bishil como Leila Shirazi (4 episódios)
- Caitlin Thompson como Madison (3 episódios)
- Stephen Amell como Jim Mcdohpy (2 episódios)
- Kristina Apgar como Jane Mcdohpy (4 episódios)
- Chloe Bridges como Alexis (3 episódios)

## Episódios
| № na série | № na temporada | Título                                   | Dirigido por      | Escrito por                 | Audiência (em milhões) | Exibição Original      |
| --- | -------------- | ---------------------------------------- | ----------------- | --------------------------- | ---------------------- | ---------------------- |
| 69 | 1              | "Up In Smoke"                            | Elizabeth Allen   | Patti Carr & Lara Olsen     | 1.61                   | 13 de Setembro de 2011 |
| Quando uma porta se fecha, outra se abre - Na premiere da quarta temporada, o grupo de Beverly Hills se formou no ensino médio. Naomi passou o verão lidando com a chocante notícia de sua gravidez e logo descobre que ela não tem na faculdade o status que tinha no colégio. Annie recebe uma notícia inesperada que a mantém na cidade, enquanto Liam retorna de seu verão pronto para se comprometer com Annie. Dixon encontra-se sem um companheiro de quarto ou um lugar para morar, enquanto uma inesperada visitante testa a relação de Navid e Silver depois que eles vão morar juntos. Adrianna volta à cidade à procura de redenção, e ela logo descobre que será algo difícil de conseguir. Ivy e Raj lutam para lidar com a saúde de Raj que está piorando, enquanto Teddy luta para se assumir para sua família. |                |                                          |                   |                             |                        |                        |
| 70 | 2              | "Rush Hour"                              | Elizabeth Allen   | Terence Coli                | 1.47                   | 20 de Setembro de 2011 |
| JOGOS DA FRATERNIDADE - Em um esforço para conseguir novamente seu status, Naomi cria uma fraternidade popular, onde, junto com Annie enfrenta alguns jogos. Annie descobre um segredo chocante sobre Jeremy que pode afetar seu futuro. Liam decide manter o bar que comprou por impulso e recebe um convidado surpresa do Alaska que vêm para a cidade, enquanto Dixon passa a ser colega de quarto de Austin, o que pode acabar em problemas. A busca por Leila, irmã de Navid acaba forçando Navid e Silver a recorrer à ajuda de Adrianna, para o desespero de Silver. |                |                                          |                   |                             |                        |                        |
| 71 | 3              | "Greek Tragedy"                          | Rob Hardy         | Paul Sciarrotta             | 1.58                   | 27 de Setembro de 2011 |
| SOBREVIVÊNCIA DO MAIS APTO - Depois de fazer uma grande inimizade com a presidente da fraternidade Holly, Naomi encontra um grupo de aliadas inusitadas que a ajudam a se vingar. Annie se encontra com pouco dinheiro para as dívidas da fraternidade e precisa descobrir uma forma rápida de ganhar dinheiro. Liam e Jane se aproximam, enquanto Adrianna revela um segredo que faz com que Liam olhe para ela de uma forma diferente. Ivy torna-se cada vez mais frustrada com seus amigos e critica a falta de compaixão, enquanto Navid lida com seu tio chegando na cidade e tentando controlar a Shirazi Studios. |                |                                          |                   |                             |                        |                        |
| 72 | 4              | "Let the Games Begin"                    | Millicent Shelton | Jenna Lamia                 | 1.29                   | 4 de Outubro de 2011   |
| DOCE VINGANÇA - Navid surpreende Dixon, com algumas horas de estúdio para se desculpar por estragar tudo com um produtor musical, onde Dixon sente pressão para criar uma música de sucesso. Naomi pensa em uma vingança para derrubar Holly, e sua fraternidade durante os jogos gregos, que requer a ajuda de Austin, para desgosto de Naomi. Silver dirige um desastroso comercial para o bar de Liam, enquanto Ivy se sente dividida entre sua relação e seus amigos. |                |                                          |                   |                             |                        |                        |
| 73 | 5              | "Party Politics"                         | Cherie Nowlan     | Majorie David               | 1.54                   | 11 de Outubro de 2011  |
| LUTE PELOS SEUS DIREITOS - Silver é convidada a fazer vídeos de campanha para a candidata política Marissa-Young Harris, que está concorrendo contra Charles, o tio de Teddy, para um cargo público. Teddy reencontra uma antiga paixão e Annie fica presa com Leila durante um encontro importante. Uma visita surpresa ameaça destruir o relacionamento de Liam e Jane, enquanto Naomi não consegue conter seus sentimentos por Austin durante uma festa para incentivar os alunos a votar. |                |                                          |                   |                             |                        |                        |
| 74 | 6              | "Benefit Of The Doubt"                   | James L. Conway   | Liz Phang                   | 1.41                   | 18 de Outubro de 2011  |
| Liam recebe uma oferta de trabalho de modelo após um agente ver o comercial de seu bar, enquanto Annie começa a se apaixonar por um cara improvável. Durante um de show de talentos beneficente para levantar dinheiro para um tratamento contra o câncer de Raj, Naomi está determinada a vencer o concurso, a fim de mostrar-se para a visitante de outra cidade de Austin, Sally. Enquanto trabalha em sua música, Dixon empurra seus limites e começa a ficar fora de controle, o que obriga Adrianna a confrontá-lo. |                |                                          |                   |                             |                        |                        |
| 75 | 7              | "It's the Great Masquerade, Naomi Clark" | David Warren      | Brian Dawson                | 1.48                   | 1 de Novembro de 2011  |
| Naomi é obrigada a trabalhar com sua arqui-inimiga Holly para uma festa fantasia no campus, levando a conseqüências desastrosas. O plano de Navid para derrubar seu tio Amal está ameaçado, enquanto Silver descobre que a candidata Marissa não é o que parece. Enquanto isso, Adrianna se algema à Dixon, na tentativa de deixá-lo sóbrio e Annie precisa decidir se quer dar a Patrick uma nova chance. |                |                                          |                   |                             |                        |                        |
| 76 | 8              | "Vegas, Maybe?"                          | Stuart Gillard    | Scott Weinger               | 1.55                   | 8 de Novembro de 2011  |
| O grupo vai para Las Vegas, onde Naomi conhece o pai de Austin, o superstar Judd Ridge. Eles conhecem uma celebridade na piscina, onde Liam é convidado para jogar em um torneio de pôquer de celebridades. Teddy e Shane decidem se casar, enquanto Dixon e Adrianna se aproximam. Enquanto isso, Navid vê uma oportunidade para derrubar seu tio Amal. |                |                                          |                   |                             |                        |                        |
| 77 | 9              | "A Thousand Words"                       | Millicent Shelton | Chris Atwood                | 1.59                   | 15 de Novembro de 2011 |
| NEM SEMPRE VOCÊ PODE TER O QUE QUER - O vídeo de Silver do casamento de Teddy em Vegas, é vazado para a imprensa, e tem efeitos nocivos sobre a campanha de seu tio. A carreira de modelo de Liam é levado para o próximo nível por Shelia e Annie está determinada a ajudar Dixon, embora a ajuda que ele precisa é cara. Enquanto isso, Ivy e Raj decide fazer planos para o futuro. |                |                                          |                   |                             |                        |                        |
| 78 | 10             | "Smoked Turkey"                          | Jerry Levine      | Miriam Trogdon              | 1.26                   | 22 de Novembro de 2011 |
| DEVORA, DEVORA - Dixon tenta persistir em um relacionamento com uma resistente Adrianna, enquanto as discussões de Ivy e Raj ameaçam o relacionamento. Liam planeja um jantar de natal para a turma, e um convidado inesperado aparece. Enquanto isso, Naomi atinge níveis extremos para provar seu amor por Austin. |                |                                          |                   |                             |                        |                        |
| 79 | 11             | "Project Runaway"                        | Harry Sinclair    | Allen Clary                 | 1.52                   | 29 de Novembro de 2011 |
| Dixon luta contra a tentação, enquanto tenta voltar para o mundo da música, enquanto Annie confronta Jeremy, que fica no caminho de sua herança. Naomi e Holly envergonham-se na frente de Janice Dickinson em um show de moda, enquanto Navid chega ao limite com o seu tio. Enquanto isso, Teddy toma uma grande decisão que perturba Silver. |                |                                          |                   |                             |                        |                        |
| 80 | 12             | "O Holly Night"                          | Stuart Gillard    | Paul Sciarrotta             | 1.46                   | 6 de Dezembro de 2011  |
| ESSA É A TEMPORADA - Naomi é convidada pela sua nova chefe de planejamento de festas Rachel para supervisionar a festa de aniversário de sua arqui-inimiga Holly, enquanto Annie invade o apartamento de Jeremy em uma tentativa desesperada de obter a prova que ela precisa para manter sua herança. Navid encontra problemas após ir com seu tio Amal para fazer um acordo com um comprador potencial, e Liam descobre uma notícia chocante sobre Annie e Liam sofre um acidente quando ele procura por Annie um carro bate em sua motocicleta. |                |                                          |                   |                             |                        |                        |
| 81 | 13             | "Should Old Acquaintance Be Forgot?"     | Cherie Nowlan     | Jenna Lamia                 | 1.25                   | 17 de Janeiro de 2012  |
| ANO NOVO, NOVO DRAMA - Naomi envergonha-se na frente de sua chefe Rachel em uma tentativa de superar seu término com Austin. Dixon e Adrianna são contratados para uma apresentação em um clube, onde eles percebem que trabalhar juntos pode ser uma má ideia. Enquanto isso, Silver leva seu relacionamento com Greg para o próximo nível e uma festa organizada por Annie acaba sendo um desastre, porque ela está muito distraída com o novo relacionamento de Liam. |                |                                          |                   |                             |                        |                        |
| 82 | 14             | "Mama Can You Hear Me?"                  | Stuart Gillard    | Scott Weinger               | 1.24                   | 24 de Janeiro de 2012  |
| VOCÊ NÃO PODE FUGIR DO PASSADO - Naomi está determinada a corrigir sua relação entre sua chefe Rachel e sua filha Holly, o que força Holly e Naomi a trabalharem juntas. Greg convida Silver para mudar para Nova York com ele e Navid descobre algumas informações chocantes sobre a filha de Greg. Annie descobre que a namorada de Liam, Vanessa pode estar envolvida com o seu acidente de moto. |                |                                          |                   |                             |                        |                        |
| 83 | 15             | "Trust, Truth and Traffic"               | Bethany Rooney    | Marjorie David              | 1.38                   | 31 de Janeiro de 2012  |
| Annie tem que tomar uma decisão que poderia expor seu trabalho como acompanhante quando Dixon é preso em conexão com um incêndio em uma casa de fraternidade. Adrianna e Silver tentam colocar o passado para trás, o que resulta em um desastre no relacionamento de Silver e Greg. Vanessa ajuda a dar uma festa para reinaugurar o bar de Liam, onde os All-American Rejects tocam. |                |                                          |                   |                             |                        |                        |
| 84 | 16             | "No Good Deed"                           | Stuart Gillard    | Chris Atwood                | 1.34                   | 7 de Fevereiro de 2012 |
| TENTATIVAS E ERROS - Em um esforço para uma boa utilização de sua herança, Annie organiza um evento de caridade. Quando Naomi toma medidas drásticas para fazer o seu primeiro planejamento de eventos dar certo, seu grande plano dá errado. Enquanto isso, Silver percebe que ainda tem sentimentos por Navid e Vanessa promete fazer de Liam uma grande estrela, depois que sua agente o abandona. |                |                                          |                   |                             |                        |                        |
| 85 | 17             | "Babes In Toyland"                       | Michael Zinberg   | Liz Phang                   | 1.26                   | 6 de Março de 2012     |
| A irmã de Naomi, Jen chega com seu filho para uma visita surpresa. Adrianna e Dixon conseguem um encontro com um importante produtor de filmes para discutir músicas para o seu próximo filme, mas eles são sabotados por Vanessa... Enquanto isso, Silver é aceita na Universidade de Nova Iorque e Ivy atrai atenção em um cenário "underground" quando ela troca para uma estilo menos convencional de arte. |                |                                          |                   |                             |                        |                        |
| 86 | 18             | "Blood Is Thicker Than Mud"              | Stuar Gillard     | Paul Sciarrotta             | 1.16                   | 13 de Março de 2012    |
| Naomi se convence de que o novo parceiro de trabalho de Annie, P.J. é o homem perfeito para ela, mas descobre que sua irmã Jen também está interessada nele. Adrianna e Dixon conseguem um lugar em um festival de músicas, onde Train se apresenta e uma empresária de gravação oferece a Dixon um contrato de gravação. Adrianna conta a Liam sua suspeita de que Vanessa armou o acidente do quase afogamento. |                |                                          |                   |                             |                        |                        |
| 87 | 19             | "The Heart Will Go On"                   | Matthew Diamond   | Patti Carr                  | 1.25                   | 20 de Março de 2012    |
| IVY DESCOBRE QUE RAJ ESTÁ NO HOSPITAL E DIXON DESMAIA - Dixon desmaia enquanto está discutindo no estúdio de gravação com Adrianna. No hospital, eles vão até Liam que está com Silver para apoiá-la durante um teste para detectar se ela tem o gene do câncer de mama. Ivy descobre que Raj ainda tem câncer e que ele está no hospital, enquanto Annie conhece um novo cara, Caleb e descobre que ele é um padre. |                |                                          |                   |                             |                        |                        |
| 88 | 20             | "Blue Ivy"                               | Stuart Gillard    | Terrence Coli               | 1.27                   | 27 de Março de 2012    |
| P.J. propõe Naomi em casamento e Annie descobre que ele precisa se casar para conseguir o resto do seu fundo fiduciário. Dixon confessa a Navid que ele assinou um contrato de gravação mas admite que não contou a Adrianna porque a gravadora não quis assiná-la. Dixon também aceita um show para cantar em play back para Haley Reinhart, mas não conta a Adrianna. Liam pede para que Vanessa se mude e descobre que ela zerou sua conta bancária. |                |                                          |                   |                             |                        |                        |
| 89 | 21             | "Bride and Prejudice"                    | Sanaa Hamri       | William H. Brown            | 1.11                   | 24 de Abril de 2012    |
| NOIVA EM FUGA - Os amigos de Naomi temem que ela esteja se casando muito rápido, por isso Naomi e PJ decidem dar uma festa para todos poderem conhecê-lo. Austin retorna a Los Angeles e se oferece para ser o novo empresário de Adrianna, e sugere que ela comece a cantar músicas country. Caleb teme que Ivy possa não estar emocionalmente estável, enquanto Annie finalmente admite a Caleb que ela está se apaixonando por ele. Enquanto isso, Silver se encontra em conflito sobre seus sentimentos por Navid, que está de volta a cidade. |                |                                          |                   |                             |                        |                        |
| 90 | 22             | "Tis Pity"                               | Harry Sinclair    | Scott Weinger               | 1.13                   | 1 de Maio de 2012      |
| Navid suspeita que Liam e Silver transaram, então ele decide confrontar o Liam no tapete vermelho de uma estréia de um filme. Annie e Caleb lutam contra a atração que sentem um pelo outro, mas finalmente cedem a tentação. Enquanto isso, Naomi é contratada para planejar um casamento de uma herdeira e descobre que ela conhece o noivo um pouco bem demais, e Austin pede que seu pai, Judd Ridge ajude a lançar a carreira country de Adrianna. |                |                                          |                   |                             |                        |                        |
| 91 | 23             | "A Tale of Two Parties"                  | Rob Hardy         | Terrence Coli & Jenna Lamia | 1.15                   | 8 de Maio de 2012      |
| Uma relutante Naomi tenta sabotar a festa de despedida que ela teve que preparar para a noiva de Max, Madison, onde a paixão de infância de Madison, Nick Carter, faz uma aparição surpresa. Na festa de despedida de solteiro de Max, Liam e Navid entram em uma briga por Silver e o final da noite chega com pessoas de ambas as festas na cadeia. Enquanto isso, Ivy culpa Annie e Caleb por Diego ter que fugir. |                |                                          |                   |                             |                        |                        |
| 92 | 24             | "Forever Hold Your Peace"                | Harry Sinclair    | Lara Olsen                  | 0.98                   | 15 de Maio de 2012     |
| O RETORNO SURPRESA DE TEDDY - Naomi deixa todos chocados quando anuncia que não será capaz de supervisionar o casamento de Max, porque aceitou um emprego em Nova York e vai deixar a cidade imediatamente. Teddy volta à cidade e Dixon volta da turnê para dar uma nova chance a sua relação com Adrianna, mas acaba não aparecendo no ponto de encontro. Enquanto isso, Silver sente que tem que escolher entre Navid e Liam e toma uma decisão que mudará sua vida. |                |                                          |                   |                             |                        |                        |

## Recepção
A temporada abriu para uma classificação de 0,9 Adultos entre 18 e 49 anos, mesmo com a estréia da última temporada.

## Lançamento em DVD
O lançamento em DVD da quarta temporada foi lançado após a temporada ter terminado de ser transmitida pela televisão. Foi lançado nas Regiões 1, 2 e 4. Assim como em todos os episódios da temporada, o lançamento em DVD traz material bônus, como cenas deletadas, gag reels e características dos bastidores.
| 90210: A Quarta Temporada | | | |
| Detalhes | Detalhes | Detalhes | Extras |
| - 24 episódios - 1008 minutos (Região 1); 1008 minutos (Região 2); 990 minutos (Região 4) - Conjunto de 6 discos - Proporção 1.85:1 - Idiomas: - Inglês (Dolby Digital 2.0 Surround) - Legendas: - Inglês, Dinamarquês, Holandês, Finlandês, Norueguês e Espanhol (Região 1) - Inglês, Árabe, Holandês, Norueguês, Sueco, Inglês para deficientes auditivos (Regiões 2 e 4) | - 24 episódios - 1008 minutos (Região 1); 1008 minutos (Região 2); 990 minutos (Região 4) - Conjunto de 6 discos - Proporção 1.85:1 - Idiomas: - Inglês (Dolby Digital 2.0 Surround) - Legendas: - Inglês, Dinamarquês, Holandês, Finlandês, Norueguês e Espanhol (Região 1) - Inglês, Árabe, Holandês, Norueguês, Sueco, Inglês para deficientes auditivos (Regiões 2 e 4) | - 24 episódios - 1008 minutos (Região 1); 1008 minutos (Região 2); 990 minutos (Região 4) - Conjunto de 6 discos - Proporção 1.85:1 - Idiomas: - Inglês (Dolby Digital 2.0 Surround) - Legendas: - Inglês, Dinamarquês, Holandês, Finlandês, Norueguês e Espanhol (Região 1) - Inglês, Árabe, Holandês, Norueguês, Sueco, Inglês para deficientes auditivos (Regiões 2 e 4) | - Comentários de áudio: - Set Tours: - Apartamento do Dxon - Mansão de Namoi - No mar - The Student Union - Cabeças de Vestir: Cabelo e Maquiagem de 90210 - Criando batidas: a música de 90210 - Temporada em revisão: ano de calouro - I Don't Want You Anymore Vídeo musical oficial - Gag Reel - Cenas deletadas |
| Datas de lançamento | | | - Comentários de áudio: - Set Tours: - Apartamento do Dxon - Mansão de Namoi - No mar - The Student Union - Cabeças de Vestir: Cabelo e Maquiagem de 90210 - Criando batidas: a música de 90210 - Temporada em revisão: ano de calouro - I Don't Want You Anymore Vídeo musical oficial - Gag Reel - Cenas deletadas |
| Estados Unidos | Reino Unido | Austrália | - Comentários de áudio: - Set Tours: - Apartamento do Dxon - Mansão de Namoi - No mar - The Student Union - Cabeças de Vestir: Cabelo e Maquiagem de 90210 - Criando batidas: a música de 90210 - Temporada em revisão: ano de calouro - I Don't Want You Anymore Vídeo musical oficial - Gag Reel - Cenas deletadas |
| 2 de outubro de 2012 | 1 de outubro de 2012 | 6 de março de 2013 | - Comentários de áudio: - Set Tours: - Apartamento do Dxon - Mansão de Namoi - No mar - The Student Union - Cabeças de Vestir: Cabelo e Maquiagem de 90210 - Criando batidas: a música de 90210 - Temporada em revisão: ano de calouro - I Don't Want You Anymore Vídeo musical oficial - Gag Reel - Cenas deletadas |